# Джесс Вассалло
Джесс Вассалло (англ. Jesse Vassallo, 9 серпня 1961) — американський плавець.
Учасник Олімпійських Ігор 1984 року.
Чемпіон світу з водних видів спорту 1978 року.
Переможець Панамериканських ігор 1979 року.